# Manami Numakura
Manami Numakura (沼倉 愛美  Numakura Manami?, 15 de abril de 1988) es una seiyū y cantante, proveniente de la Prefectura de Kanagawa, Japón. Ella está afiliada con Arts Vision.

## Roles de voces

### Anime
2009
- Gintama – Estudiante A

2010
- Hanamaru Yōchien – Kenji
- Jewelpet Twinkle☆ – Shiho Hinoki
- Kami nomi zo Shiru Sekai – Hibiki

2011
- Usagi Drop – Trabajadora del kindergarten
- Maken-Ki! Battling Venus – Sirvienta
- Mayo Chiki! – Estudiante femenina
- Sket Dance – Ayano Sugisaki
- Tamayura: Hitotose – Shōko Hirono
- The Idolmaster – Hibiki Ganaha
- Yondemasu Yo, Azazel-san – Empleada; Mujer del personal
- Zoobles!  – Panky

2012
- Black Rock Shooter – Arata Kohata
- High School DxD – Marion
- Natsuiro Kiseki – Locutor; Asano-senpai; Chica; líder
- Sengoku Collection – Yumi
- Shirokuma Cafe – Mizuki

2013
- To Aru Majutsu no Index – Yumi Kusakabe
- Aikatsu! – Yurika Tōdō, Palm
- Arpeggio of Blue Steel ~Ars Nova~ – Takao
- Love Lab – Riko Kurahashi
- Sasami-san@Ganbaranai – Jō Edogawa

2014
- Hanayamata – Machi Tokiwaza
- Akuma no Riddle – Otoya Takechi
- Rail wars! - Aoi Sakurai

2015
- Arslan Senki - Alfreed
- Nisekoi – Paula McCoy
- Hibike Euphonium - Mamiko Ōumae
- Assassination Classroom - Rio Nakamura
- Nisekoi: - Paula McCoy
- Overlord - Narberal Gamma
- Unlimited Fafnir - Mitsuki Mononobe

2016
- Arslan Senki: Fūjin Ranbu - Alfreed
- Dagashi Kashi - Saya Endõ
- Mahō Shōjo Ikusei Keikaku - Kano Sazanami / Ripple
- Assassination Classroom - Rio Nakamura

2017
- Fuuka - Fuuka Akitsuki『como cantante』
- Keppeki Danshi! Aoyama-kun - Kana (eps 2-3)

2018
- Fairy Tail - Brandish μ
- Slow Start - Kiyose Enami
- Shinkansen Henkei Robo Shinkalion - Akita Oga

2019
- Dr. Stone - Kohaku
- Uchi no Ko no Tame naraba, Ore wa Moshikashitara Maou mo Taoseru kamo Shirenai. - Rita[2]
- No Guns Life - Mary Steinberg
- Mini Toji - Miruya Kitora

2020
- Attack on Titan - Pieck Finger.
- Adachi y Shimamura - Akira Hino

2021
- Dr. Stone: Stone Wars - Kohaku
- Tensei Shitara Slime Datta Ken - Hinata Sakaguchi
- Slime Taoshite 300-nen, Shiranai Uchi ni Level Max ni Nattemashita - Beelzebub
- Tokyo Revengers - Ryouko Tachibana

2022
2023
- Dr. Stone: New World - Kohaku
- Kimetsu no Yaiba: Katanakaji no Sato-hen - Madre de los Gemelos Tokito

### CDs drama
- Hitorijime Theory – Gakusei

### Videojuegos
2012
- Mugen Souls – Alys Levantine

2013
- Mugen Souls Z – Alys Levantine

2021
- Blue Archive – Karin Kakudate